# Micco (Florida)

Vista de la localidad

Micco es un lugar designado por el censo (en inglés, census-designated place, CDP) ubicado en el condado de Brevard, Florida, Estados Unidos. Según el censo de 2020, tiene una población de 9574 habitantes.

## Geografía
La localidad está ubicada en las coordenadas 27°51′23″N 80°30′41″O / 27.85639, -80.51139 (27.856377, -80.51129). Según la Oficina del Censo de los Estados Unidos, Micco tiene una superficie total de 25.52 km², de la cual 19.69 km² corresponden a tierra firme y 5.83 km² son agua.

## Demografía
Según el censo de 2020, hay 9574 personas residiendo en Micco. La densidad de población es de 486.24 hab./km². El 93.98% de los habitantes son blancos, el 0.68% son afroamericanos, el 0.22% son amerindios, el 0.32% son asiáticos, el 0.02% son isleños del Pacífico, el 0.89% son de otras razas y el 3.89% son de una mezcla de razas. Del total de la población, el 2.64% son hispanos o latinos de cualquier raza.